# 均相催化
在化學中，均相催化 (英語：Homogeneous catalysis), 是溶液中可溶性催化劑的催化作用。 均相催化是指催化劑與反應物處於同一相的反應，主要是在溶液中。 相比之下，多相催化描述了催化劑和底物處於不同相的過程，通常分別為固-氣相。  該術語幾乎專門用於描述溶液，並暗示有機金屬化合物的催化作用。 均相催化是一項不斷發展的成熟技術。 一個說明性的主要應用是乙酸的生產。 酶是均相催化劑的例子。

## 例子

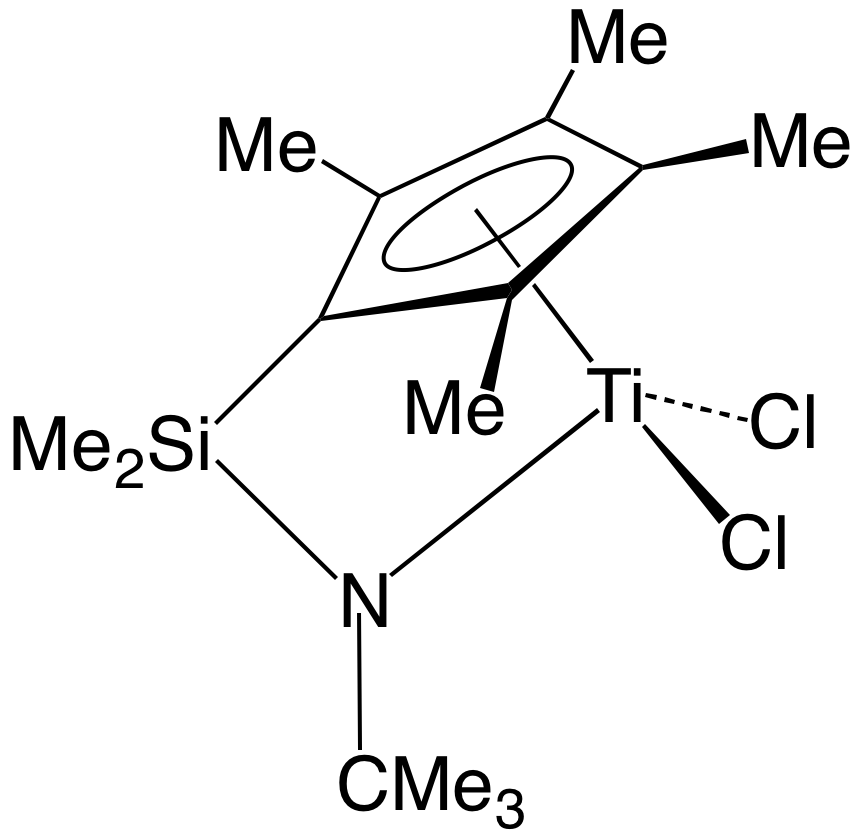
受約束的幾何復形。 這種預催化劑用於生產聚烯烴，如聚乙烯和聚丙烯 [。

[[File:ConstrainedGeomCmpx.png|thumb|受約束的幾何復形。 這種預催化劑用於生產聚烯烴，如聚乙烯和聚丙烯 [。]]

### 酸催化
質子是一種普遍存在的均相催化劑，因為水是最常見的溶劑。 水通過水的自電離過程形成質子。 在一個說明性的例子中，酸加速（催化）酯的水解：
CH3CO2CH3 + H2O ⇌ CH3CO2H + CH3OH
在中性 pH 值下，大多數酯的水溶液不會以實際速率水解。

### 過渡金屬催化

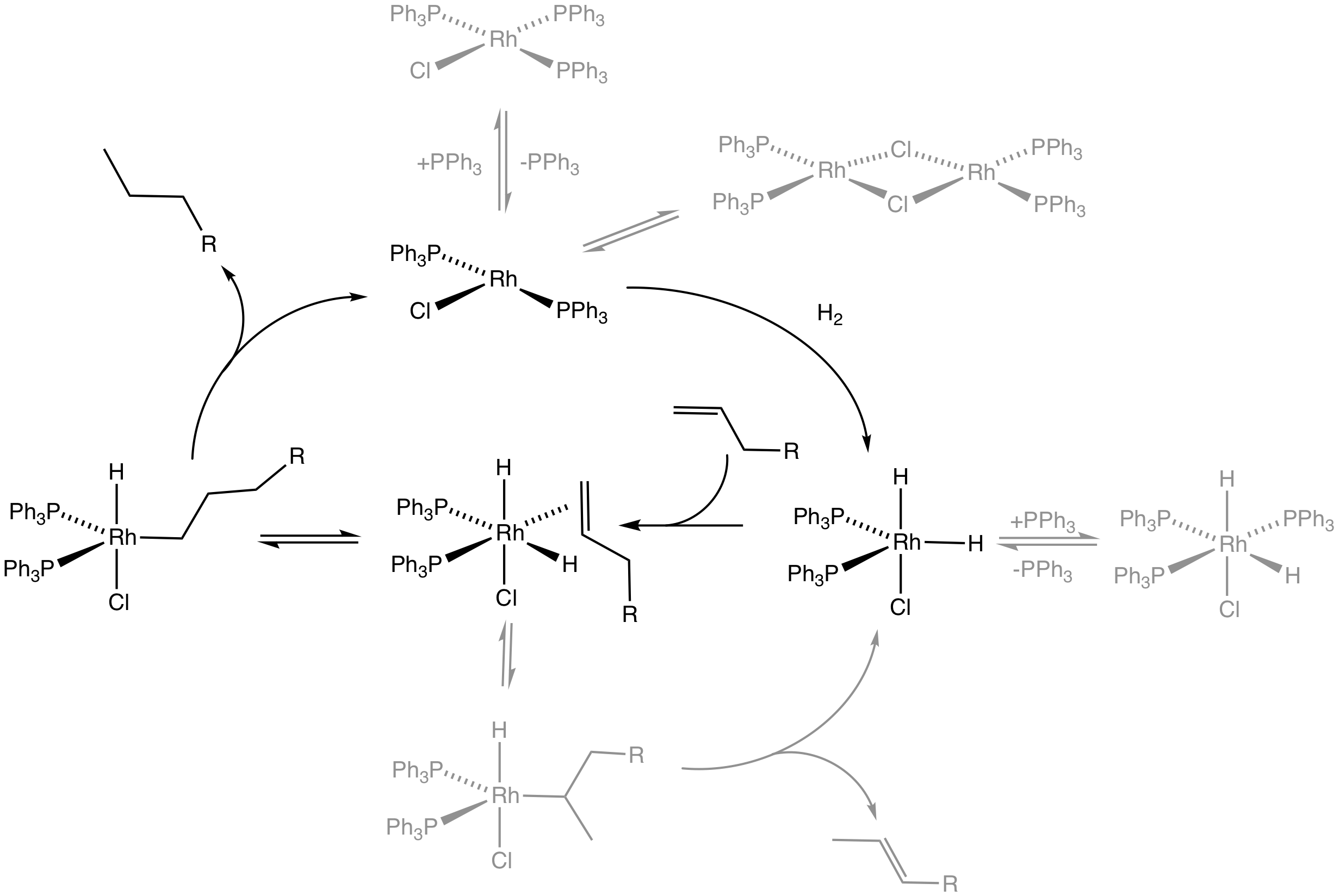
均相催化劑威爾金森催化劑催化烯烴氫化的機制。

#### 氫化及相關反應
一類突出的還原轉化是氫化。 在此過程中，H2添加到不飽和底物中。 一種相關的方法，轉移氫化，涉及將氫從一種底物（氫供體）轉移到另一種底物（氫受體）。 相關反應需要“HX 加成”，其中 X = 甲矽烷基（氫化矽烷化）和 CN（氫氰化）。 大多數大規模工業加氫——人造黃油、氨、苯制環己烷——都是使用非均相催化劑進行的。 然而，精細化學合成通常依賴於均相催化劑。

#### 羰基化
氢甲酰化反应是Carbonylation的一種主要形式，涉及在雙鍵上加成 H 和"C(O)H"。 這個過程幾乎完全是用可溶性含銠和鈷的絡合物進行的。
相關的羰基化是將醇轉化為羧酸。 MeOH 和 CO 在均相催化劑存在下反應生成乙酸，如蒙山都法和Cativa催化法中所實踐的那樣。 相關反應包括加氫羧化(hydrocarboxylation)和加氫酯化(hydroesterifications)。

#### 烯烴的聚合和複分解
許多聚烯烴，例如 聚乙烯和聚丙烯是由乙烯和丙烯透過齐格勒-纳塔催化剂生產的。 非均相催化劑占主導地位，但許多可溶性催化劑特別適用於立體定向聚合物(stereospecific polymers)。 烯烃复分解反应在工業中通常是非均相催化的，但均相變體在精細化學合成中很有價值。

### 酶（包括金屬酶）
酶是均相催化劑，對生命至關重要，但也可用於工業過程。 一個經過充分研究的例子是碳酸酐酶，它催化二氧化碳從血液中釋放到肺部。 酶具有均相的和多相的催化劑的特性。 因此，它們通常被視為第三類獨立的催化劑。 水是酶催化中的常用試劑。 酯和酰胺在中性水中水解緩慢，但速率受金屬酶的顯著影響，金屬酶可視為大型配位絡合物。 丙烯酰胺是通過酶催化水解丙烯腈製備的。 截至 2007 年，美國對丙烯酰胺的需求量為253,000,000英磅（115,000,000）。